# 希氏壮绵鳚
希氏壮绵鳚，為輻鰭魚綱鱸形目绵鳚亞目绵鳚科的其中一種，分布於東印度洋區的孟加拉灣及安達曼群島西北海域，屬底棲性魚類，棲息深度2000-4780公尺，體長可達23.6公分。

## 扩展阅读
維基物種上的相關：希氏壮绵鳚